# Lidija Dimkovska
Lidija Dimkovska (nacida en 1971) es una poeta, novelista y traductora macedonia. Nació en Skopie y estudió literatura comparada en la Universidad de Skopie. Obtuvo su doctorado en literatura rumana en la Universidad de Bucarest. Enseñó en la Universidad de Bucarest y en la Universidad de Nova Gorica, en Eslovenia. En la actualidad, Lidija Dimkovska vive en Liubliana, donde trabaja como escritora y traductora freelance de rumano y esloveno.
Dimkovska es editora de Blesok, una revista literaria en línea de Macedonia del Norte. Ha obtenido numerosos premios literarios entre los que se encuentran:
- El premio Hubert Burda para jóvenes poetas de Europa Oriental (2009).
- El premio internacional de poesía Tudor Arghezi en Rumania (2012).
- El premio de la Unión de Escritores Macedonios (en dos ocasiones).
- El premio literario de la Unión Europea (2013).

Su primer libro fue la novela Skriena Kamera (Cámara oculta, 2004). Con esta novela obtuvo el premio de la Unión de Escritores Macedonios y fue nominada para el premio Utrinski Vesnik como mejor novela del año. Skriena Kamera ha sido traducido al esloveno, eslovaco, polaco y búlgaro. Otra de su novelas, Backup Life también obtuvo el premio de la Unión de Escritores Macedonios así como el Premio de Literatura de la Unión Europea.
Su libro de poesía pH Neutral History fue traducido al inglés por Ljubica Arsovska y Peggy Reid. Obtuvo una nominación para el Premio al Libro Mejor Traducido de la publicación literaria en línea Three Percent.